# Théâtre antique d'Alauna
Vous lisez un « article de qualité » labellisé en 2022.
Le théâtre antique d'Alauna est un édifice de spectacles de l'époque romaine situé dans la commune française de Valognes, dans le département de la Manche.
Le monument appartient au groupe des théâtres à arène dont le plan diffère de celui des théâtres romains classiques et permet la tenue de spectacles diversifiés. Construit en petits moellons de calcaire d'origine locale, son diamètre dépasse les 72 m. Sa cavea semi-circulaire et son orchestra elliptique sont desservies par cinq vomitoires rayonnants et deux couloirs longeant le mur de scène. Le decumanus maximus de l'agglomération antique d'Alauna passe au sommet de la cavea, au prix d'un infléchissement de son tracé.
Implanté aux limites orientales de la ville, il est probablement construit dans la seconde moitié du Ier siècle et abandonné vers la fin du IIIe siècle, après quoi ses maçonneries sont démontées et récupérées jusqu'à l'époque contemporaine. Ses vestiges se trouvent enfouis à faible profondeur sous des prés enclos de haies de bocage, une partie de son mur d'enceinte étant visible en élévation dans l'une de ces haies. Il est étudié à plusieurs reprises en 1695, au milieu des années 1840 puis, dans le cadre d'un programme complet d'investigations sur le site d'Alauna, en 2015 et en 2020.

## Géographie et contexte archéologique

### Le théâtre dans le paysage contemporain

Carte du relief d'Alauna.

Le site d'Alauna se trouve à 1,6 km au sud-est du bourg moderne d'Alleaume (commune de Valognes, département de la Manche) sur le rebord nord-ouest d'un plateau entre deux talwegs parallèles et orientés nord-ouest — sud-est qui la limitent à l'est et à l'ouest. Le théâtre, au lieu-dit « les Buttes » et au sud-est du manoir du Castelet, tourne sa cavea vers le nord-nord-est. Il occupe ainsi le versant sud du talweg le plus oriental dans un paysage de bocage : pâtures encloses de haies.
Ce plateau domine au sud-est la dépression dans laquelle coule le Merderet, près des sources de la rivière ; cette dépression se forme à l'Hettangien (Jurassique inférieur) à la faveur d'une transgression marine. Les ressources géologiques locales, argiles rouges, sables et cailloutis ou galets du Rhétien (Trias supérieur) du plateau et calcaire triasique sur les pentes, sont mises à profit pour construire les bâtiments d'Alauna, dont l'édifice de spectacles,. Si une grande partie du site d'Alauna se trouve à une altitude supérieure à 50 m atteignant même 60 m à proximité de l'édifice de spectacles, l'autre partie épouse le relief du flanc de la vallée sur des pentes descendant vers le Merderet et atteignant parfois 10 %. La ville de Valognes, incluant Alleaume, est implantée sur l'autre rive de la rivière.

### Le théâtre au sein d'Alauna

Suggestion de plan d'Alauna.

Le théâtre est situé à la périphérie orientale de l'agglomération antique d'Alauna, dont la superficie est estimée à 45 ha. Alauna se trouve elle-même au sud-est du hameau moderne d'Alleaume, sur le territoire de la commune de Valognes, dans le département de la Manche. Ce théâtre constitue, avec les thermes au nord, la parure monumentale connue de la cité antique, mais la présence d'un forum au centre, de plusieurs sanctuaires et d'insulae occupées par des habitations est certaine.
Les études de 2012 et des années suivantes mettent en évidence un réseau de voies quadrillant la cité antique, selon une orientation nord-nord-ouest ― est-nord-est. Un chemin moderne, à l'ouest du théâtre, semble reprendre le tracé du decumanus maximus qui, après un infléchissement de son parcours, desservirait l'édifice. Dans sa partie terminale à l'approche du théâtre, la voie antique apparaît revêtue de grandes dalles de pierres au lieu d'une couche de galets, comme pour s'accorder avec l'importance du monument qu'elle dessert. Une autre voie contourne le théâtre par l'ouest et le nord. Il est possible que ces différentes voies débouchent, au niveau du théâtre, sur une esplanade revêtue de galets permettant d'accéder à ses différentes entrées.
L'orientation différente de la voirie urbaine et du théâtre peut s'expliquer par la volonté de profiter de la topographie naturelle du terrain, en pente générale vers le nord-nord-ouest pour la ville et le nord-nord-est pour le théâtre.

## Historique

### Le monument à l'époque antique

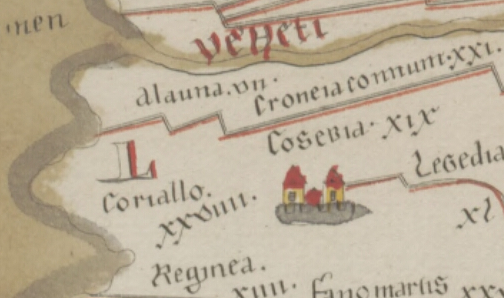
Alauna sur la table de Peutinger.

Le site d'Alauna est mentionné dans deux documents antiques, la table de Peutinger et l'itinéraire d'Antonin. C'est Nicolas Sanson qui, en 1627, assimile ce site à la localité d'Alleaume.

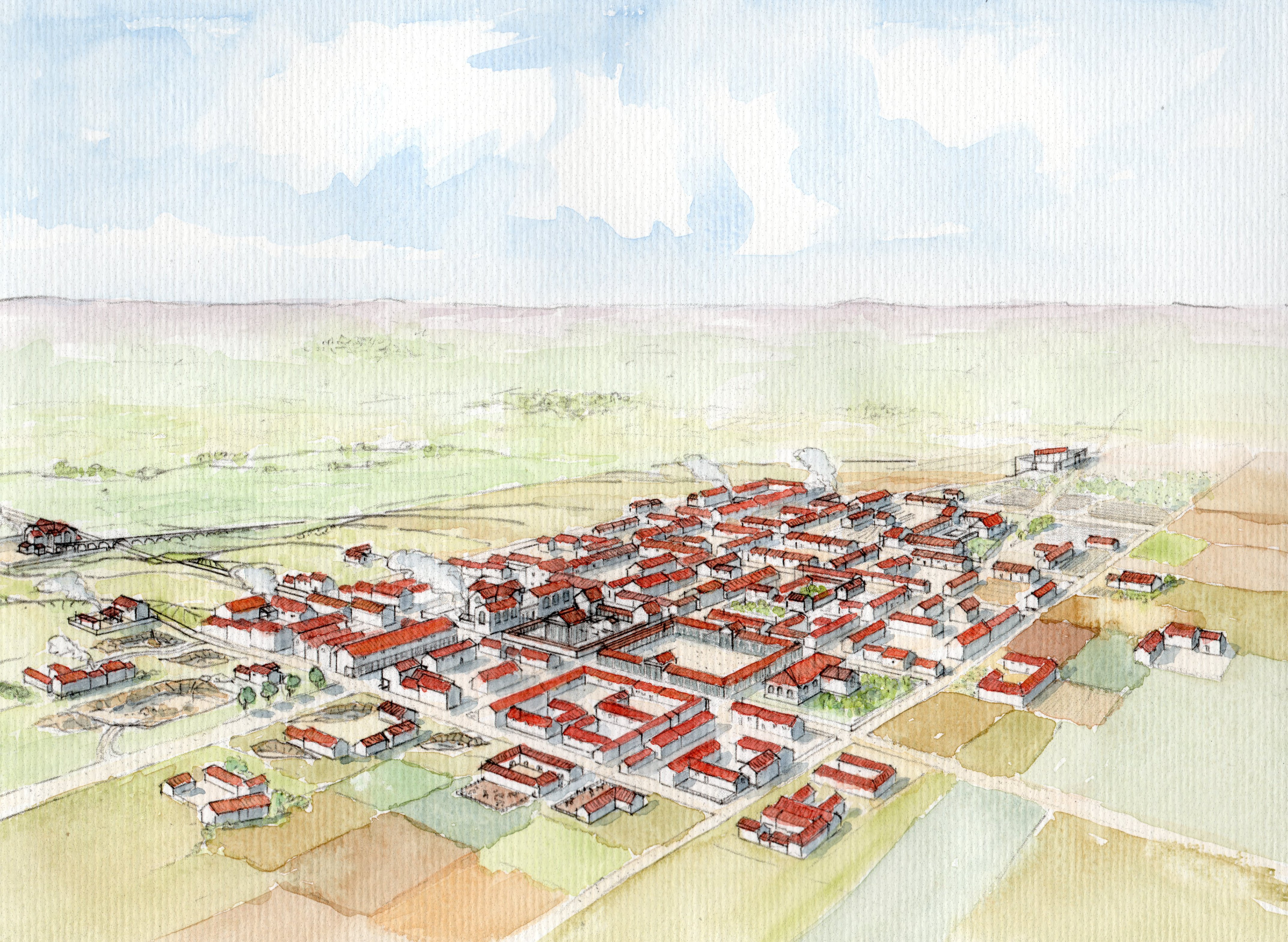
Évocation d'Alauna au IIe siècle, avec le théâtre en arrière-plan.

L'époque de construction du théâtre ne peut toutefois, en l'état des connaissances, être précisément déterminée, et l'éventuelle occupation de la parcelle avant sa construction n'est pas renseignée. Alauna connaissant son développement maximum entre la fin du Ier et la fin du IIe siècle, il est probable que les monuments de la ville (théâtre, thermes…) soient édifiés à ce moment, peut-être au début de cette période. L'édifice de spectacles semble ne faire l'objet que d'une seule campagne de modification ou de réfection. Cette opération apparait, au regard des données disponibles, non datable, mais d'une portée limitée.
Le théâtre paraît fonctionner jusqu'à la fin du IIIe siècle, mais probablement pas au-delà. Le monument, abandonné, sert de carrière de pierres, sans doute sur une longue période, pour la construction des bâtiments proches où des moellons antiques de petit appareil sont retrouvés. Un four à chaux est installé au niveau de l'orchestra après la désaffectation du monument dans le but, sans doute, de retraiter les moellons extraits des ruines.

### Mentions historiques et études à l'époque contemporaine

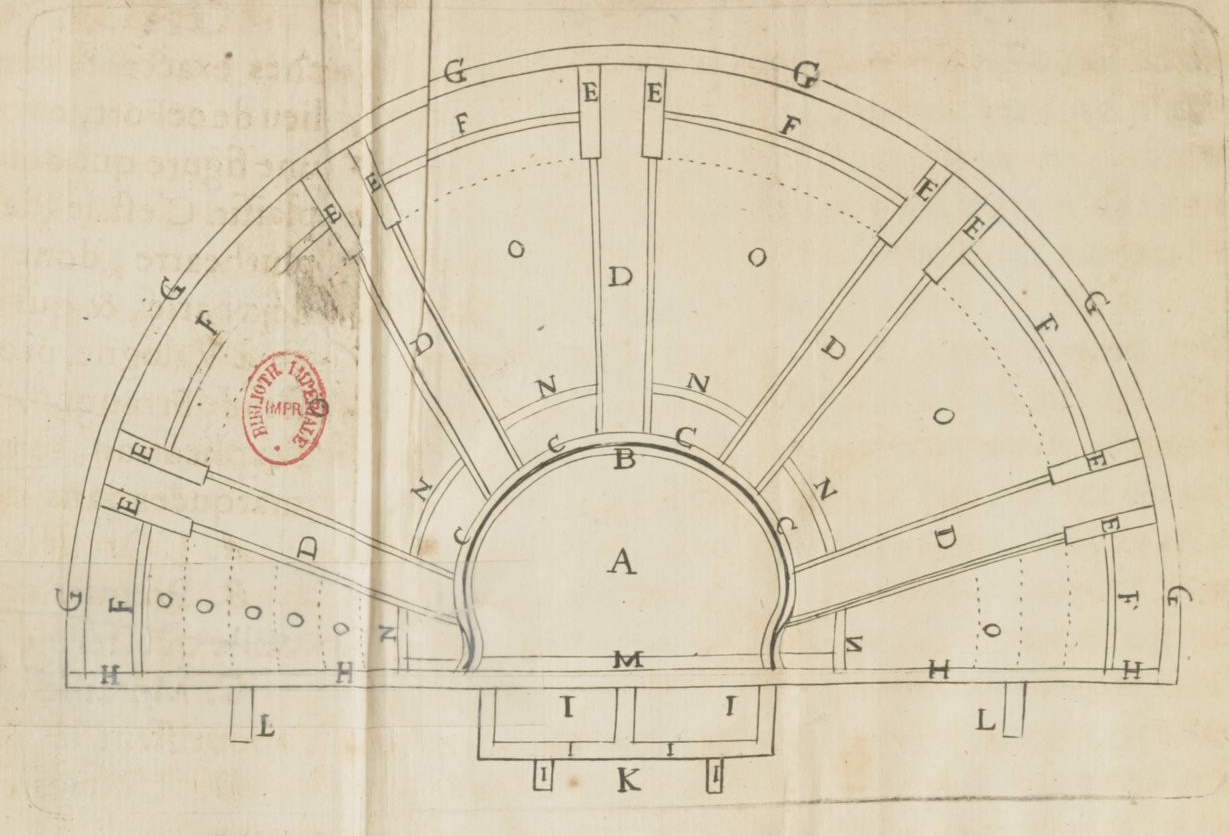
Plan de 1695 (nord vers le bas).

Les premières fouilles sont commanditées par l'intendant de la généralité de Caen Nicolas-Joseph Foucault et, sur le terrain, l'archéologue jésuite Pierre-Joseph Dunod dégage le théâtre à l'automne 1695 ; il en publie le plan dans Le Mercure galant en décembre de la même année ; à cette époque, le théâtre semble presque totalement enfoui . Un second plan, assez différent du premier, est publié en 1722 par Bernard de Montfaucon. Dans le septième tome de son Recueil d'antiquités égyptiennes, étrusques, grecques, romaines et gauloises, Anne Claude de Caylus publie en 1765 un dessin et un plan du théâtre, réalisés par l'ingénieur René Cevet,.

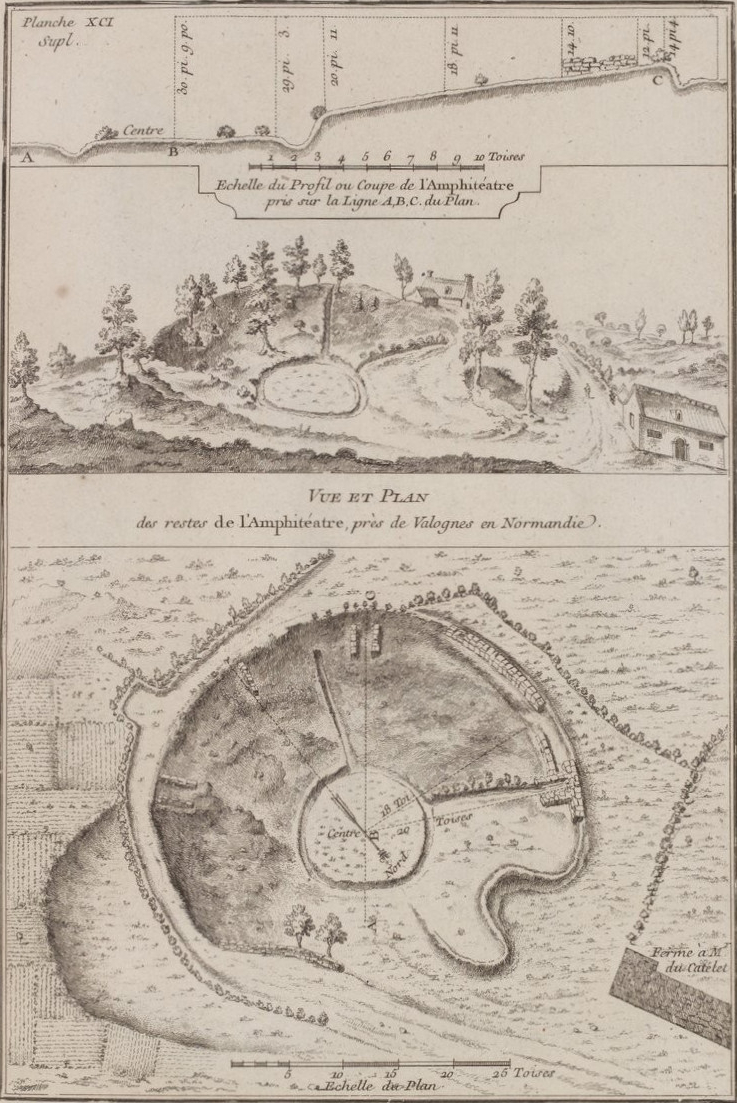
Dessins de 1765.

Au début des années 1840, Charles de Gerville reprend les fouilles à Alauna et complète les connaissances sur le théâtre. Il constate surtout, par rapport aux observations de 1695, que de nombreuses destructions ont affecté le théâtre, peut-être dues entre 1825 et 1835 à Jean Cardine, alors propriétaire du terrain. La société des antiquaires de Normandie poursuit les travaux de Gerville en 1845 et constate en effet que, pour des raisons de redressement du sol (nivellement à des fins agricoles) et pour extraire de la chaux des pierres retirées, le bâtiment de scène et ses aménagements ainsi que les murs des vomitoires ont été arasés. L'établissement de fossés et de chemins démantèle une partie des vestiges existants tandis que la récupération des matériaux se poursuit pendant plusieurs décennies. Les recherches cessent alors et, jusqu'aux années 2000, toutes les publications concernant le théâtre reprennent, en les interprétant et souvent sans les vérifier, les résultats des fouilles anciennes et leurs comptes rendus.
Le théâtre, comme l'ensemble du site archéologique, est épargné par les bombardements intensifs qui détruisent largement Valognes en juin 1944 pendant la bataille de Normandie,.
Une nouvelle campagne d'investigations d'envergure intéressant l'ensemble du site d'Alauna débute en 2012 : recensement et réexamen de la bibliographie, fouilles ou sondages archéologiques, collecte de mobilier, prospection électrique puis par géoradar —  dans un environnement de bocage comme celui-ci et même si les vestiges sont enfouis à faible profondeur, la prospection aérienne, qui a révélé dans d'autres situations la trace au sol des édifices et aménagements antiques, se montre moins performante que dans des paysages agricoles plus ouverts. C'est dans ce cadre que le théâtre fait l'objet de sondages par tranchées en 2015 puis de prospections par géoradar en 2020. Ces travaux permettent de localiser les vestiges conservés, de préciser leur état de conservation, de réviser partiellement, mais sur des aspects fondamentaux, le plan publié par de Montfaucon et de réajuster l'orientation du monument,.
Les vestiges étant rares et enfouis, aucune mise en valeur spécifique du théâtre n'est réalisée. Des visites pédestres de l'ensemble du site archéologique sont cependant organisées par l'association AAA en partenariat avec le pays d'art et d'histoire du Clos du Cotentin, notamment dans le cadre des journées européennes du patrimoine, et elles font étape à l'emplacement du théâtre.

## Description

### Premières esquisses

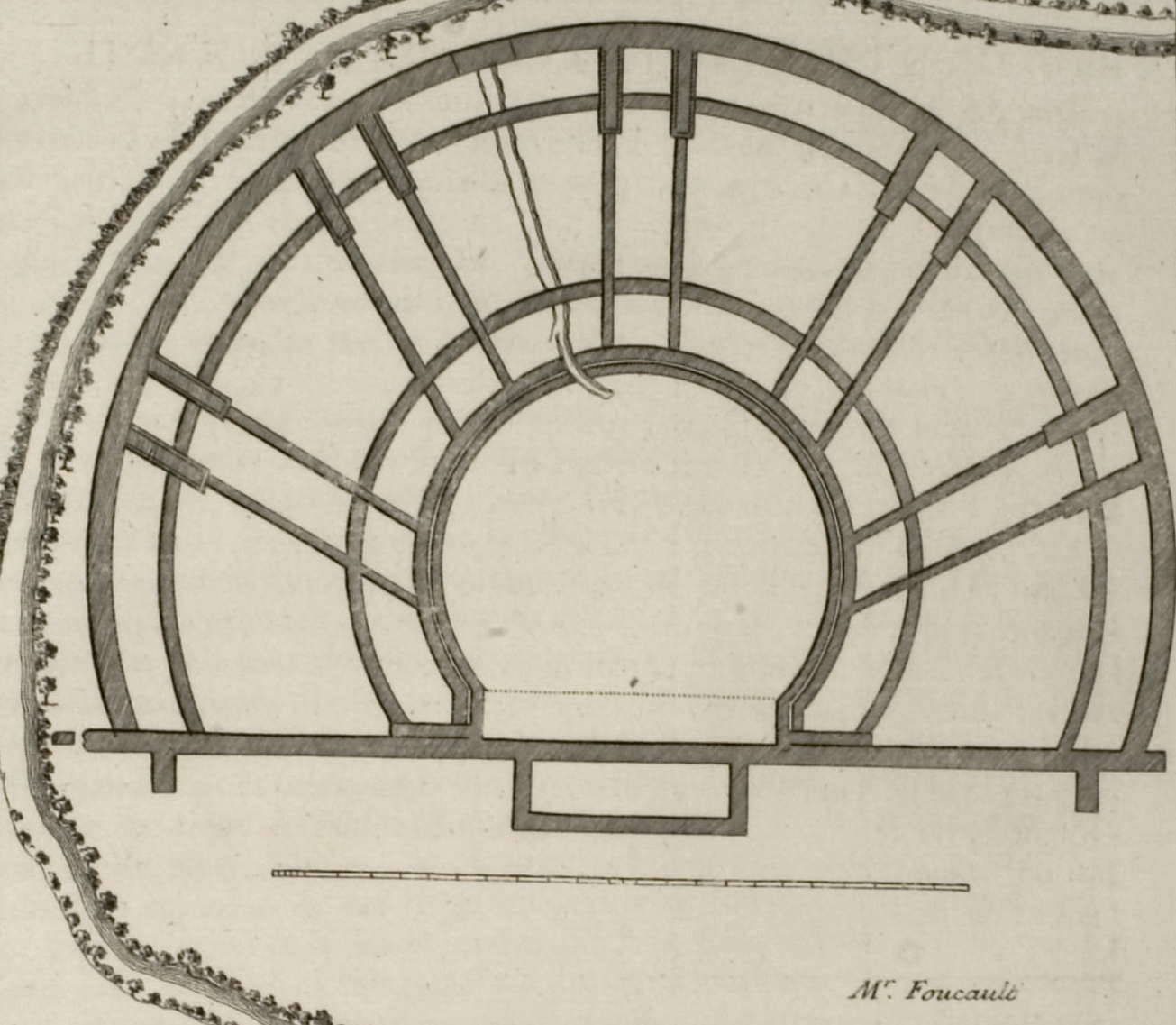
Plan de 1722 (nord vers le bas).

Les fouilles de 1695, le plan de 1722 et les sondages du milieu des années 1840 permettent d'offrir une première vision du monument.
L'imprécision de certains rapports de fouilles et des plans publiés donne lieu à des estimations très variables de la capacité du monument : de 3 000  à   16 000 personnes selon les auteurs, les hypothèses les plus basses, les plus récentes, correspondant par ailleurs à la population estimée d'Alauna (3  à   4 000 habitants).
La cavea, en forme d'arc outrepassé, mesure 66 m de diamètre. L'orchestra, en forme de fer à cheval, mesure 25 m de diamètre et le proscenium, très réduit, 19 m de large. Ces caractéristiques permettent de ranger le théâtre d'Alauna parmi les amphithéâtres gallo-romains, édifices de spectacles mixtes pouvant accueillir des spectacles variés, jeux de cirque dans l'orchestra et représentations théâtrales sur la scène. Le dénivelé entre le sommet de la cavea et la scène est estimé à 8 m,. Cinq vomitoires dont les murs sont, dans un premier temps, faussement interprétés par Bernard de Montfaucon comme « dix escaliers […] rangés deux à deux, en lignes parallèles », desservent l'ensemble des gradins, du mur périphérique jusqu'à l'orchestra. Au moins deux précinctions divisent la cavea.

### Nouvelles représentations
Les travaux réalisés au XXIe siècle (relevés micro-topographiques par drone et réalisation d'une dizaine de tranchées de sondages en 2015, prospection par géoradar sur la totalité de l'emprise supposée du monument en 2020) amènent à une révision substantielle du plan publié en 1722 et sur lequel se basaient jusque-là toutes les descriptions et interprétations.

#### De rares vestiges en élévation, beaucoup de remplois
Un pan de maçonnerie en élévation (petit appareil de moellons calcaires en assises régulières) dans une haie vive séparant deux parcelles peut avoir appartenu au mur annulaire du théâtre dont il constituerait le seul vestige encore visible hors-sol. Si le mur annulaire et le mur de scène paraissent assez bien conservés, du moins dans leurs soubassements, l'intérieur du théâtre est très largement détruit, surtout dans la partie orientale.
Les manoirs construits à proximité (le Castelet et la Dingouvillerie) ont certainement largement réutilisé les moellons de petit appareil du monument antique démoli, conformément à ce que rapporte une tradition locale, à l'image de plusieurs constructions modernes du site d'Alauna et de Valognes (bâtiments, murs de clôture) qui utilisent en remploi des pierres de petit appareil provenant d'édifices antiques.

#### Un monument de type «mixte» adossé au sol naturel
Le théâtre exploite au mieux la topographie naturelle du terrain. Il est adossé au versant nord-ouest — sud-est d'un talweg en forme de demi-cuvette, ce qui limite au maximum les terrassements nécessaires pour implanter la cavea, seule la partie basse de cette dernière étant établie sur des remblais d'argile et de limons compactés pour assurer la régularité de la pente de ses gradins.

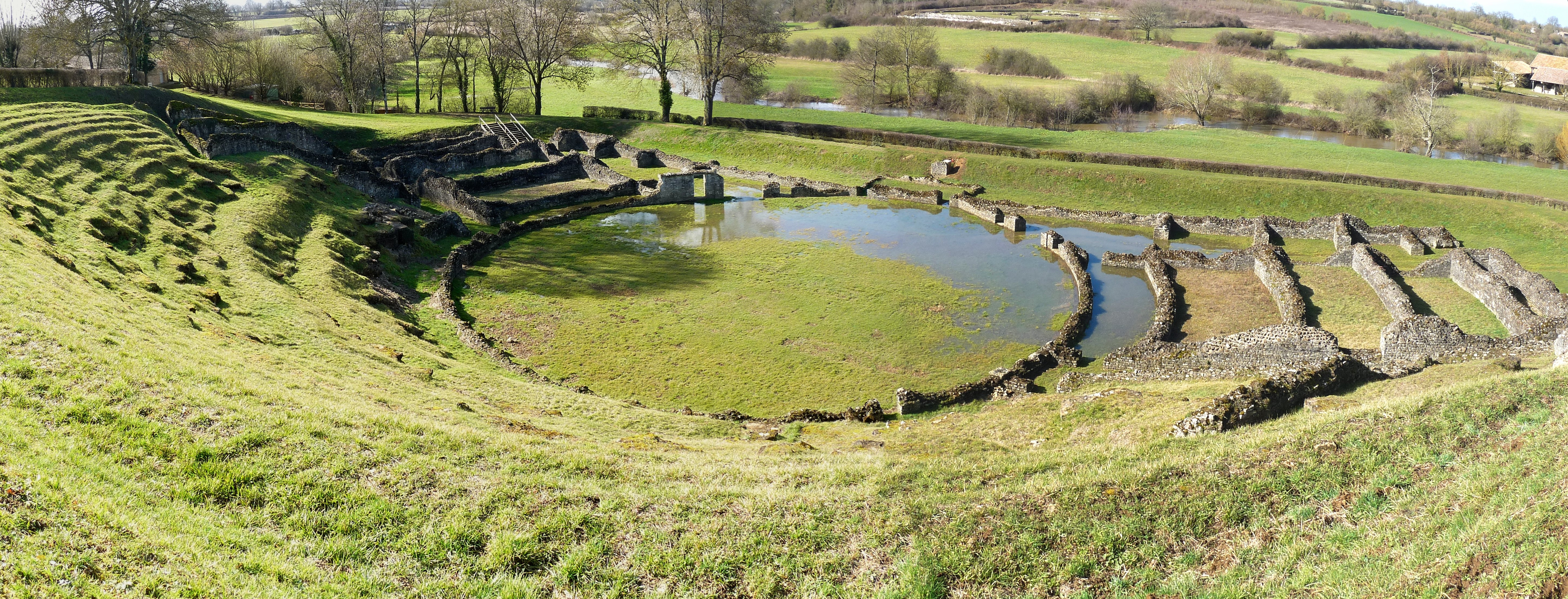
Sanxay, un exemple de théâtre à arène.

Il se confirme que l'édifice de spectacles d'Alauna possède une architecture de type théâtre à arène mais que son diamètre atteint 72,7 m. Si la cavea n'outrepasse pas le demi-cercle, contrairement à ce que suggérait le plan de Montfaucon décrivant un édifice en fer-à-cheval, elle s'ouvre sur une orchestra en forme d'ellipse complète large de 24,2 m (soit le tiers du diamètre de l'édifice) qui semble desservie par deux larges couloirs parallèles au mur de scène et accessibles par des seuils nettement identifiés ; le bâtiment de scène est de dimensions réduites et il est pourvu côté extérieur, comme le mur de scène, de contreforts, ainsi que le montraient les plans anciens. La présence d'une scène empiétant partiellement sur l'orchestra est possible mais non attestée.

#### Une construction optimisée
Les fondations du théâtre semblent composées de blocs irréguliers de calcaire et de grès liés au mortier. Établies dans une tranchée, elles sont plus larges que les élévations des murs qui les surmontent. En un point du monument où elles ont pu être mesurées, elles atteignent 0,95 m de profondeur. Les murs du théâtre, là où ils ont pu être observés en détail, sont constitués de deux parements de petits moellons en calcaire d'origine locale liés au mortier (opus vittatum), enserrant un blocage de pierres. L'opus mixtum, avec des lits de terres cuites architecturales intercalés entre les rangées de moellons, ne semble pas avoir été mis en œuvre. Ces parements sont moins soignés là où ils ne sont plus visibles une fois l'édifice terminé (couloirs de service, bases de murs noyées dans un remblai), sans doute pour raccourcir les délais de construction et tirer profit au mieux des ressources locales.
Des dispositifs renforcent les murs là où ils sont soumis à de plus fortes contraintes : mur de scène localement élargi dans ses parties basses et doté de contreforts, massifs de maçonnerie débordant au niveau des seuils se trouvant aux extrémités du mur de scène.

#### Unecaveasocialement organisée

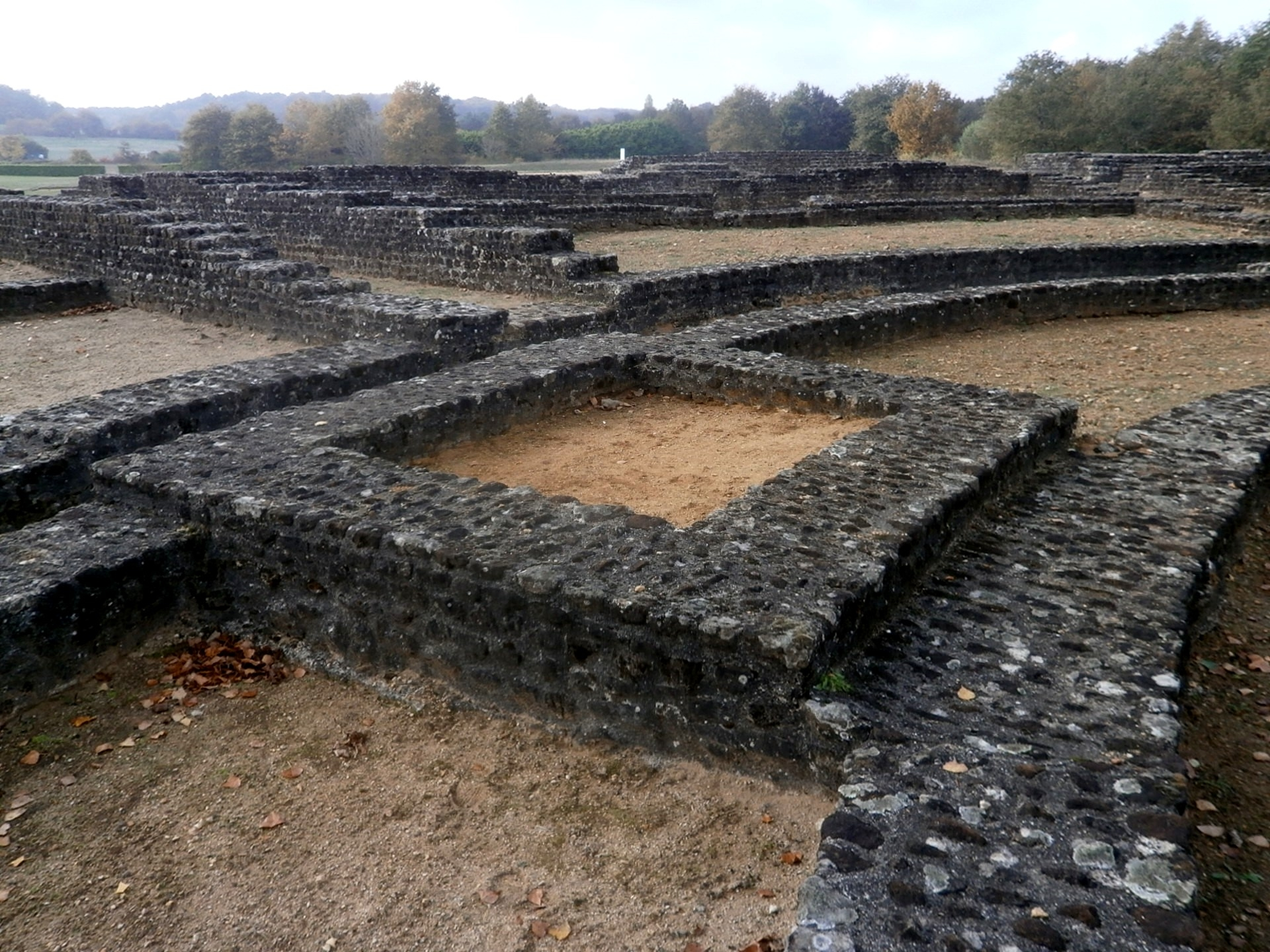
Loge d'honneur (Cherré).

Les sondages et les prospections récentes ne permettent pas de confirmer la présence des murs de précinction portés sur le plan de 1722. Le vomitoire méridional semble ne desservir que le haut de la cavea, les deux vomitoires médians la zone médiane et les deux vomitoires les plus proches du mur de scène les derniers gradins au plus près de l'orchestra, les spectateurs empruntant probablement l'une ou l'autre des entrées en fonction de leur rang social, les notables occupant les places les plus proches de l'orchestra.
Une structure carrée, en position axiale au contact de l'orchestra mais qui en est séparée par le mur de podium, est interprétée comme un sacellum (petit sanctuaire abritant un autel et/ou la statue d'une divinité) ou comme une loge d'honneur réservée à un personnage important, aménagement couramment rencontré dans d'autres édifices de spectacles, comme à Cherré (Sarthe).
Le seuil et les piédroits du vomitoire médian sont dégagés à la faveur des sondages de 2015. Ces piédroits, débordant vers l'extérieur, font certainement office de renforts autant qu'ils participent à l'esthétique du monument.